# 発光器
発光器（はっこうき、英: luminous organ, photogenic organ）は、生物発光を行う器官として発光動物の多くが持つ効果器である。発光器官（はっこうきかん，photophore）、光効果器（ひかりこうかき）と呼ばれることもある。

## 発光器を持つ動物

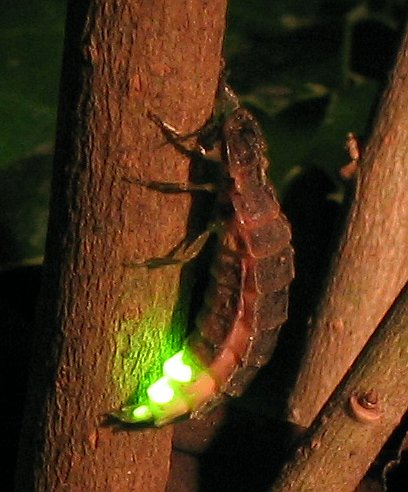
発光するホタルの一種

発光を行う動物は散発的で、系統関係はない。生物発光を行う動物であっても、ウミサボテン（刺胞動物）やツバサゴカイ（環形動物）のような発光細胞が体表全面に分布する種では発光器は存在しない。発光器が存在するものでも、体外発光型のものでは発光装置は単細胞か小型の発光腺となる。ヤコウチュウのような単細胞生物は発光器を持たないが、細胞内に脂質性発光顆粒を持ち、発光性の細胞器官と考えることもできる。生物発光を行う生物全般については生物発光#分類群との関係を参照。
- 節足動物: ホタル[1]、サクラエビ[1]
- 軟体動物: 頭足類（ホタルイカなどのホタルイカモドキ科 Enoploteuthidae を含む多くの十腕類[3]）
- 脊椎動物: 深海性魚類（ワニトカゲギス目、ハダカイワシ目[1]、マツカサウオ[1]）など（詳細は#魚類の発光器参照）

### 自力発光・共生発光
生物発光のうち、自分で細胞から発光素ルシフェリン（基質）を分泌し、それが酵素ルシフェラーゼの触媒により体内もしくは水中の酸素で燃焼（ルシフェリン-ルシフェラーゼ反応）して起こるものを自力発光（自家発光）と呼ぶ。それに対し、共生細菌（発光バクテリア）が共生することによって発光するものを共生発光（他力発光）と呼ぶ。ただし発光バクテリア自身もルシフェラーゼにより触媒される反応によって発光している。なお、同様の仕組みで発光するものの基質は全てルシフェリン、それを触媒する酵素はルシフェラーゼと呼ばれるが、実際の分子はそれぞれの種で異なる。また、発光の仕組みにはルシフェラーゼではなくオワンクラゲのようにイクオリンが関わる系も存在する。発光器をもつ動物であっても、それが自力発光か共生発光かは動物によって異なる。
- 自力発光を行うもの
ホタル[1]、サクラエビ[1]、ホタルイカなどツツイカ類[1][5]、深海魚[4]（ワニトカゲギス目[1]、ハダカイワシ科、カラスザメ類[4]）、ツマグロイシモチ[4]
- 共生発光を行うもの
ミミイカ類[5]、マツカサウオ[1][4]、ホタルジャコ[1][4]、ヒイラギ[4]、ソコダラ科（トウジンなど）[4]

## 節足動物の発光器

### ホタルの発光器
ホタルのもつ発光器は体内発光型で各種の補助装置を備えている。顆粒性の発光細胞層とその背後にある尿酸塩結晶の豊富な反射細胞 (reflecting cell)層からなる。どちらも中胚葉性で脂肪体に起源するとされる。発光細胞中のホタルルシフェラーゼはATPを使ってホタルルシフェリンから励起状態のオキシルシフェリンを生成する。これが基底状態のオキシルシフェリンに変化する際に黄緑色の光を放射する。発光器前面のクチクラは透明になって色素を失い、光を通すようになっている。発光細胞層は気管の細枝が細く入り込んでおり、発光に必要な酸素を供給する。同様に神経線維も入り込み、神経インパルスを伝達する。
ホタルの発光は異性個体間のコミュニケーションに用いる。

### サクラエビの発光器
サクラエビのもつ発光器は表皮型で、発光細胞層と反射細胞層からなる発光器があり、前面にクチクラ性水晶体と背面に色素層が発達するため、光受容器である眼に匹敵する構造分化がみられる。ホタルイカや深海性魚類でも同様の構造を持つ。サクラエビの発光器は尾脚上に左右1対存在する。

## 頭足類の発光器

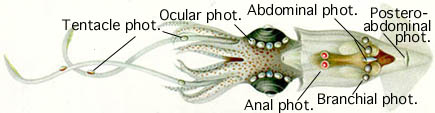
ホウセキヒカリイカ の発光器。
Tentacle phot.: 触腕柄の発光器
Ocular phot.: 眼球腹面の発光器
Anal phot.: 肛門両脇の発光器
Branchial. phot.: 鰓基部の発光器
Abdominal phot.: 胴体の発光器
Postero-abdominal phot.: 内臓嚢後方の発光器

頭足類の発光器の模式図。

イカ（十腕類）では、コウイカ類（コウイカ科）を除くグループ（ツツイカ類・ダンゴイカ類・ミミイカ類）で発光器を持つことが知られている。特にクラゲイカ科は全種が発光し、ほかにもツメイカ科、ヤツデイカ科、アカイカ科などでも発光することが知られている。イカ全体の45%に当たる200種以上が発光を行う。浮遊性のタコ（八腕類）でもナツメダコのように発光する種が2種のみであるが知られている。逆に、底生のタコや底生であるコウイカ科は発光を行う種はいない。
発光の主な目的は自分の姿を敵から隠すため（カウンターシェイディング、カウンターイルミネーション）であるとされる。遊泳しているイカの下から捕食者が現れた場合、明るい水面に対し自分の姿が影になって発見されてしまうが、外界の光の強さに合わせて発光量を調整することで影を消す。半透明の体を持つ外洋性のホオズキイカ類では、唯一影をつくる肝臓と眼の下に発光器を持つ。それ以外にも、逃走の際の目眩まし（威嚇発光）や触腕の先に発光器を付け餌をおびき寄せるルアーとして、また仲間同士の意思疎通として発光が用いられる。
ホタルイカモドキ科 Enoploteuthidae は40種程度知られているが、その全てが発光する。種によって発光器の配列や密度が異なる。ホタルイカ Watasenia scintillans では皮膚（外套膜腹側全面）、眼球、第4腕先端に3種類の発光器をもち、それぞれ少しずつ構造が異なる。いずれも発光細胞から光を出し、反射板、フィルター、導光域、レンズを具える。外套膜腹面には約500個の皮膚発光器、第4腕先端にはゴマ粒状の3個の発光器、眼球腹側には5個のビーズ状の発光器が並ぶ。第4腕先端にある発光器は敵の目眩ましに用いる。ナンヨウホタルイカ Abralia andamanica では外套腹面には大小約500個の発光器を散在し、眼球には両端に2個大きく不透明の、中央に橙色でガラス様である3個の計5個の発光器があるが、腕先端の大型球形発光器は持たない。また、ホタルイカモドキ属 Enoploteuthisでも、腹側の発光器の配列が分類形質として用いられる。
ホタルイカは青一色の発光器を持つ。周南極海域に生息する外洋性のホウセキヒカリイカ Lycoteuthis lorigera では、1個体で赤、青、緑、黄色といった何色もの発光器を持つ。ホウセキヒカリイカの発光器は触腕柄に5個埋在し、眼球腹面に5個（うち中央のものは紫青色、残りの4個は赤色）ある。さらに外套腔の肛門両脇に赤色発光器が1対、鰓基部付近に1対、その間（胴体）に大1個小2個の発光器が横に並び、内臓嚢後方にも3個ある。

### 共生発光を行うイカ
ツツイカ類の発光器はルシフェリンによって発光するのに対し、ダンゴイカ類やミミイカ類のもつ発光器は発光バクテリア Vibrioの共生によって発光する。そのため、光る墨を吐いてダミーを作るなどの行動も行う。ミミイカ類の多くは内臓腹面に発光器を持つが、チョウチンイカ Inioteuthis japonicaのように発光器を持たない種も存在する。卵のころは発光性を持たず、成長の過程で海中から特定の発光バクテリアを取り込む。発光器は外套膜中に共生バクテリアを棲ませる空間があり、そこにレンズがついた構造をしている。発光バクテリアが宿主の意思に反して発光することを防ぐため、墨汁嚢に覆われている。

## 魚類の発光器

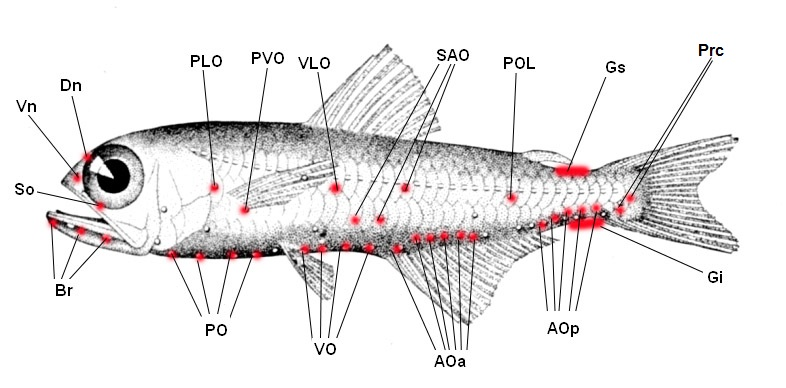
ハダカイワシの一種 の発光器
Br.: 鰓条発光器、So.: 眼下発光器、Vn.: 鼻部腹側発光器、Dn.: 鼻部背側発光器、PO.: 胸部発光器、PLO.: 胸鰭上部発光器、PVO.: 胸鰭下部発光器、VO.: 腹鰭発光器、VLO.: 腹鰭上部発光器、SAO.: 臀鰭上部発光器、POL.: 体側後部発光器、AOa.: 臀鰭前部発光器、AOp.: 臀鰭後部発光器、Gs.: 尾柄上部発光腺、Gi.: 尾柄下部発光腺、Prc.: 尾鰭前部発光器

発光器をもつ発光魚（はっこうぎょ、英: luminous fish）はツノザメ目、フウセンウナギ目（フクロウナギ科など）、ソトイワシ目（ソコギス亜目など）、ワニトカゲギス目、キュウリウオ目（セキトリイワシ科など）、ハダカイワシ目（ハダカイワシ科、ソトオリイワシ科など）、タラ目（ソコダラ科など）、アンコウ目（チョウチンアンコウ科など）、キンメダイ目（マツカサウオ科など）、スズキ目（ヒイラギ科、テンジクダイ科など）などの分類群に現れ、すべて海産である。発光する光の色は淡緑色または白色のものが多いが、濃緑色や深紅色のものもある。発光の目的は認識信号（仲間に自分の所在を知らせる）、照明（自分の進路を照らす）、誘引（餌生物を誘き寄せる）、威嚇（敵を嚇す）、防御（敵の目を眩ます）など種類によってさまざまである。

### 自力発光を行う魚

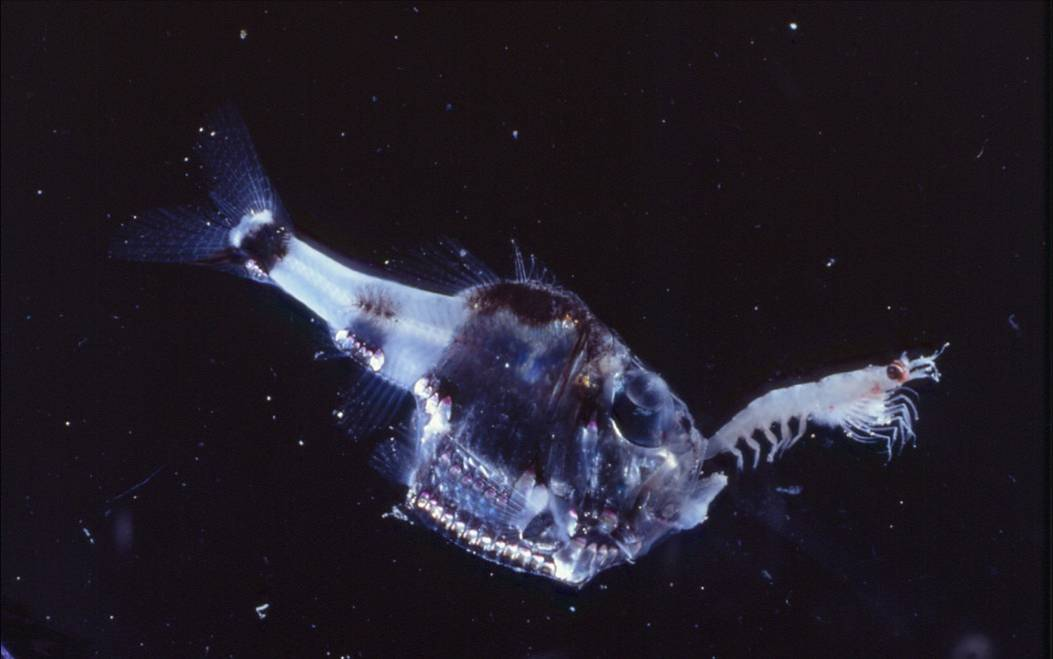
発光器を持つテンガンムネエソ （ムネエソ科）

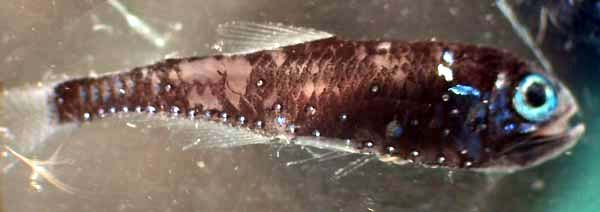
発光器を持つハダカイワシの一種。

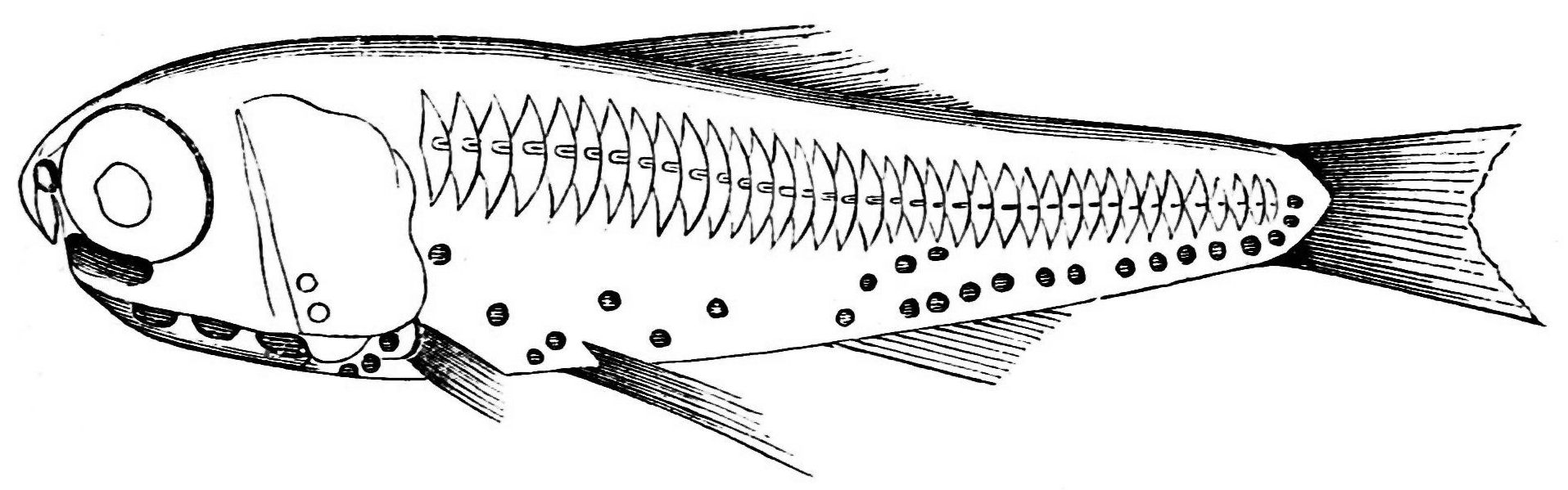
ハダカイワシ属の一種 （ハダカイワシ科）

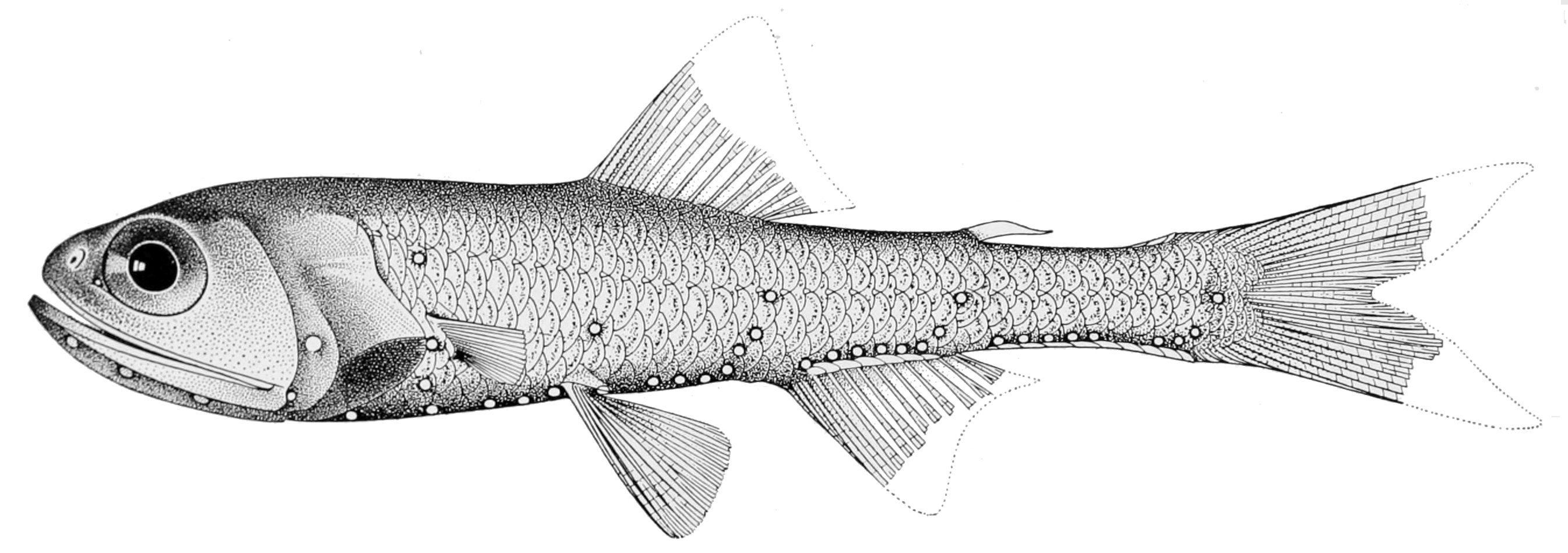
ゴコウハダカ （ハダカイワシ科）

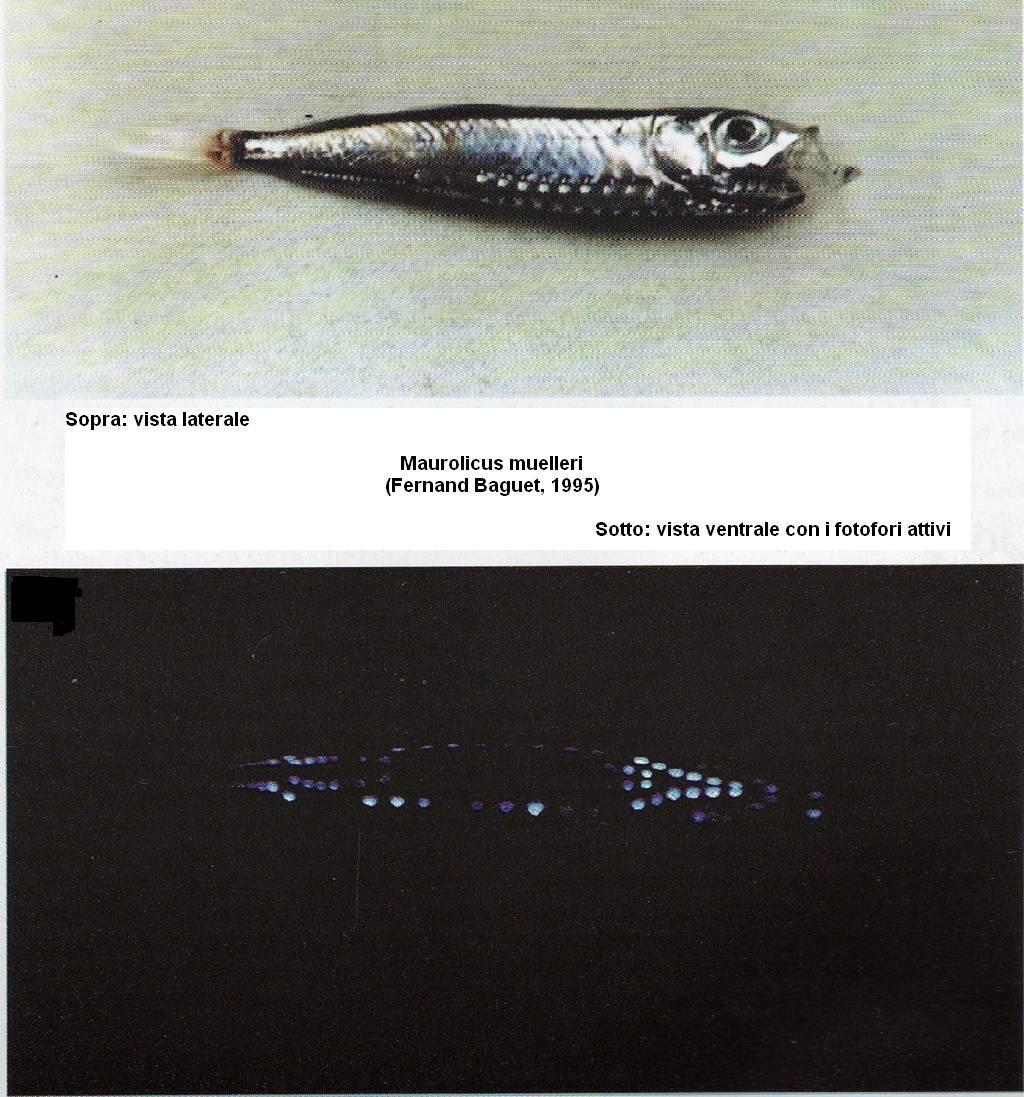
キュウリエソ属の一種（ムネエソ科）とその発光器。

自力発光を行う魚はほとんどが深海魚だが、腸管の一部に自力発光腺をもつツマグロイシモチ Jaydia ellioti のように浅海性の種も存在する。
ワニトカゲギス目はヨコエソ科、ムネエソ科（ムネエソ亜科・キュウリエソ亜科）、ギンハダカ科、ワニトカゲギス科（旧トカゲハダカ科、ホウライエソ科、ホテイエソ科、ミツマタヤリウオ科、ホウキボシエソ科）からなるが、ほぼ全てが発光器を持ち、その存在する位置によってさまざまな名称で呼ばれる。ワニトカゲギス科のホウライエソの一種では、虹彩絞りを備える発光器を持つものがあり、虹彩筋の神経的制御による開閉で閃光効果を生じる。
ハダカイワシ科の発光器はもっとも進化しており、神経や血管が発達し、瞬間的に発光することができる。雌雄によって異なるものも存在する。カラスザメ類（フジクジラ Etmopterus lucifer・カラスザメ Etmopterus pusillus など）の発光器は皮膚器官として無数にあり、ミズテング Harpadon microchir では発光するが発光器を持たない。チョウチンアンコウ Himantolophus groenlandicus の発光器は頭の前端から伸びる長い柄（擬餌状体）の先にある。
囲眼部発光器
眼前発光器と眼後発光器の総称。ともに眼の下方に位置する。ワニトカゲギス科、ヨコエソ科、ギンハダカ科、キュウリエソ亜科が持つ。
眼前上部発光器
鼻部背側発光器の後方にある。ハダカイワシ科が持つ。
眼上発光器（Suo.）
眼前上部発光器より後方にある。ハダカイワシ科が持つ。
眼下発光器（So.）
ハダカイワシ科が持つ。
鼻部背側発光器（Dn.）・鼻部腹側発光器（Vn.）
ともにハダカイワシ科が持つ。
口腔発光器・頬発光器
いずれもハダカイワシ科が持つ発光器。
鰓蓋発光器（Op.）
ハダカイワシ科が持つ鰓蓋にある発光器。
鰓蓋部発光器
鰓蓋にある発光器。ワニトカゲギス科、ヨコエソ科、ギンハダカ科、キュウリエソ亜科が持つ。
前鰓蓋部発光器・下鰓蓋部発光器
ともにムネエソ亜科が持つ。
鰓条発光器（Br.）
鰓条部分にある発光器。ワニトカゲギス科、ムネエソ亜科、ハダカイワシ科が持つ。
縫合発光器
縫合線にある発光器。ワニトカゲギス科が持つ。
峡部発光器
峡部にある発光器。ムネエソ亜科がもつ。
背側発光器
ワニトカゲギス科、ヨコエソ科、ギンハダカ科、キュウリエソ亜科が持つ。
胸鰭上発光器
ムネエソ亜科、ハダカイワシ科がもつ。ハダカイワシ科のものは胸鰭上部発光器（PLO.）とも呼ばれ、腹鰭上発光器と同様、側線の下部に1つある。
胸鰭下発光器
ハダカイワシ科がもつ。胸鰭下部発光器（PVO.）とも。
胸部発光器（PO.）
胸部にある発光器。ハダカイワシ科が持つ。
腹側前発光器
胸鰭前発光器（むなびれぜんはっこうき）と胸鰭前腹側発光器（むなびれぜんふくそくはっこうき）の総称。ワニトカゲギス科、ヨコエソ科、ギンハダカ科、キュウリエソ亜科が持つ。
体側発光器
ワニトカゲギス科、ヨコエソ科、ギンハダカ科、ムネエソ科が持つ。ワニトカゲギス科、ヨコエソ科、ギンハダカ科および、ムネエソ科の中でもキュウリエソ亜科では腹鰭前体側発光器と腹部体側発光器を合わせた呼称。
体側後部発光器（POL.）
胸鰭上発光器や腹鰭上発光器と同様に側線の下にあり、ハダカイワシ科がもつ。
腹鰭上発光器
胸鰭上発光器や体側後部発光器と同様に側線の下にあり、ハダカイワシ科が持つ。腹鰭上部発光器（VLO.）とも。
側線発光器
ヨコエソ科、ギンハダカ科、キュウリエソ亜科が持つ。
腹側発光器
腹側前発光器と腹部腹側発光器と尾部発光器の総称。ワニトカゲギス科、ヨコエソ科、ギンハダカ科、キュウリエソ亜科が持つ。何れも体の前後軸に沿って配列する。
腹部発光器
腹部にあり、体の前後軸に沿って配列する発光器。ムネエソ亜科およびハダカイワシ科がもつ。ハダカイワシ科のものは腹鰭発光器（VO.）とも呼ばれる。
腹部上部発光器
ムネエソ亜科が持つ。
肛門上発光器
ハダカイワシ科がもつ。 臀鰭上部発光器（SAO.）とも。
臀鰭上発光器・臀鰭前発光器
ともにムネエソ亜科が持つ。ともに臀鰭透明域の前方にあり、臀鰭上発光器は前後軸に沿って並ぶ。
臀鰭発光器
臀鰭透明域の上にある。ムネエソ亜科が持つ。
前部臀鰭発光器・後部臀鰭発光器
ハダカイワシ科がもつ。それぞれ臀鰭前部発光器（AOa.）、臀鰭後部発光器（AOp.）とも呼ばれる。
尾柄下部発光器
ムネエソ亜科が持つ。
尾柄上部発光腺
尾柄の背側縁に位置する。ワニトカゲギス科、ハダカイワシ科が持つ。
尾柄下部発光腺
尾柄の腹側縁に位置する。ワニトカゲギス科、ハダカイワシ科が持つ。
尾柄発光腺
ヨコエソ科、ギンハダカ科、キュウリエソ亜科が持つ。
尾鰭前発光器
ハダカイワシ科がもつ。尾鰭前部発光器（Prc.）とも。

### 共生発光を行う魚
共生発光を行う魚の発光器は発光バクテリアが侵入するために発光腺は必ず消化管のある部分か肛門付近に開いているため「開孔式」と呼ぶことがある。それに対し自力発光を行う発光器は「閉鎖式」と呼ばれる。
マツカサウオ Monocentris japonica の下顎前端にある発光器は発光バクテリア Vibrio monocentris による共生発光を行う。深海魚以外の発光器の多くは共生発光を行う。ホタルジャコでは共生発光器（発光腺）を体内の深部（腹部の筋肉中）に持ち、魚体の下半分の左右の筋肉が乳白色の半透明であるため、間接照明効果を生じる。そして導管によって肛門に開孔する。ヒイラギの仲間では食道を発光腺が取り巻き、短い管で食道と胃の境に開孔している。発光腺の後方には反射層およびレンズがあり、暗所では魚の下半部が明るく見え、生時は光を明滅することができる。トウジン Caelorinchus japonicus などソコダラ科の多くの種が腹部に縦走した細長い発光腺と導管をもち、その後端が肛門直前に開孔する。ソコダラ科のニホンマンジュウダラ Malacocephalus laevis などは肛門の前方に発光する2個の黒い窓があり、その内部に発光腺をもつ。